# Aljoša Matko
Aljoša Matko (Novo Mesto, 29 marzo 2000) è un calciatore sloveno, attaccante dell'Újpest.

## Caratteristiche tecniche
È un'ala destra.

## Carriera

### Club
Cresciuto nel settore giovanile del Maribor, nel 2019 viene ceduto in prestito al Bravo dove fa il suo esordio giocando l'incontro di 1. SNL vinto 2-0 contro l'Olimpia Lubiana. Rientrato alla base, disputa con i viola sloveni il campionato 2020-2021 e due partite delle giornate iniziali del torneo successivo, oltre a due presenze nelle coppe europee.
Nell'agosto del 2021 Matko firma un contratto di circa tre anni e mezzo con l'Hammarby, squadra svedese che poche settimane prima aveva eliminato il suo Maribor dal secondo turno preliminare di UEFA Europa Conference League, anche se in realtà il giocatore era rimasto in panchina in entrambi gli incontri.
Il 1º febbraio 2022, prima dell'inizio della stagione svedese, l'Hammarby lo cede in prestito all'Olimpia Lubiana fino all'estate, quindi a luglio lo vende a titolo definitivo al Celje, altra squadra del campionato sloveno.

### Nazionale
Ha giocato nelle nazionali giovanili slovene Under-17 ed Under-19.
Nel 2021 viene convocato dalla nazionale Under-21 slovena per il campionato europeo di categoria; il 24 marzo scende in campo nel match della fase a gironi contro la Spagna.
Esordisce in nazionale maggiore il 6 giugno 2025 nell'amichevole vinta 0-1 in casa del Lussemburgo.

## Statistiche
Statistiche aggiornate al 14 aprile 2025.

### Presenze e reti nei club
| Stagione        | Squadra         | Campionato      | Campionato | Campionato | Coppe nazionali | Coppe nazionali | Coppe nazionali | Coppe continentali | Coppe continentali | Coppe continentali | Altre coppe | Altre coppe | Altre coppe | Totale | Totale | Totale |
| Stagione        | Squadra         | Comp            | Pres       | Reti       | Comp            | Pres            | Reti            | Comp               | Pres               | Reti               | Comp        | Pres        | Reti        | Pres   | Reti   |        |
| --------------- | --------------- | --------------- | ---------- | ---------- | --------------- | --------------- | --------------- | ------------------ | ------------------ | ------------------ | ----------- | ----------- | ----------- | ------ | ------ | ------ |
| 2019-2020       | Bravo           | 1.SNL           | 34         | 15         | CS              | 1               | 0               |                    | -                  | -                  |             | -           | -           | 35     | 15     |        |
| 2020-2021       | Maribor         | 1.SNL           | 29         | 7          | CS              | 1               | 0               | UEL                | 1                  | 0                  |             | -           | -           | 31     | 7      |        |
| lug.-ago. 2021  | Maribor         | 1.SNL           | 2          | 0          | CS              | 0               | 0               | UECL               | 1                  | 0                  |             | -           | -           | 3      | 0      |        |
| Totale Maribor  | Totale Maribor  | Totale Maribor  | 31         | 7          |                 | 1               | 0               |                    | 2                  | 0                  |             | -           | -           | 34     | 7      |        |
| ago.-dic. 2021  | Hammarby        | A               | 13         | 2          |                 | -               | -               |                    | -                  | -                  |             | -           | -           | 13     | 2      |        |
| gen.-giu. 2022  | Olimpia Lubiana | 1.SNL           | 15         | 1          | CS              | 0               | 0               |                    | -                  | -                  |             | -           | -           | 15     | 1      |        |
| 2022-2023       | Celje           | 1.SNL           | 30         | 14         | CS              | 3               | 0               |                    | -                  | -                  |             | -           | -           | 33     | 14     |        |
| 2023-2024       | Celje           | 1.SNL           | 26         | 18         | CS              | 0               | 0               | UECL               | 6                  | 2                  |             | -           | -           | 32     | 20     |        |
| 2024-2025       | Celje           | 1.SNL           | 26         | 4          | CS              | 3               | 0               | UCL+UEL+UECL       | 4+2+13             | 2+0+2              |             | -           | -           | 48     | 8      |        |
| Totale Celje    | Totale Celje    | Totale Celje    | 82         | 36         |                 | 6               | 0               |                    | 25                 | 6                  |             | -           | -           | 113    | 42     |        |
| Totale carriera | Totale carriera | Totale carriera | 173        | 61         |                 | 8               | 0               |                    | 27                 | 6                  |             | -           | -           | 208    | 67     |        |

### Cronologia presenze e reti in nazionale
| Cronologia completa delle presenze e delle reti in nazionale ― Slovenia | Cronologia completa delle presenze e delle reti in nazionale ― Slovenia | Cronologia completa delle presenze e delle reti in nazionale ― Slovenia | Cronologia completa delle presenze e delle reti in nazionale ― Slovenia | Cronologia completa delle presenze e delle reti in nazionale ― Slovenia | Cronologia completa delle presenze e delle reti in nazionale ― Slovenia | Cronologia completa delle presenze e delle reti in nazionale ― Slovenia | Cronologia completa delle presenze e delle reti in nazionale ― Slovenia |
| Data                                                                    | Città                                                                   | In casa                                                                 | Risultato                                                               | Ospiti                                                                  | Competizione                                                            | Reti                                                                    | Note                                                                    |
| ----------------------------------------------------------------------- | ----------------------------------------------------------------------- | ----------------------------------------------------------------------- | ----------------------------------------------------------------------- | ----------------------------------------------------------------------- | ----------------------------------------------------------------------- | ----------------------------------------------------------------------- | ----------------------------------------------------------------------- |
| 6-6-2025                                                                | Lussemburgo                                                             | Lussemburgo                                                             | 0 – 1                                                                   | Slovenia                                                                | Amichevole                                                              | -                                                                       | 64’ 79’                                                                 |
| 10-6-2025                                                               | Celje                                                                   | Slovenia                                                                | 2 – 1                                                                   | Bosnia ed Erzegovina                                                    | Amichevole                                                              | -                                                                       | 80’                                                                     |
| Totale                                                                  |                                                                         | Presenze                                                                | 2                                                                       |                                                                         | Reti                                                                    | 0                                                                       |                                                                         |

## Palmarès

### Club

#### Competizioni nazionali
- Campionato sloveno: 1

Celje: 2023-2024
- Coppa di Slovenia: 1

Celje: 2024-2025